# Beresin UB
Das Beresin UB (russisch Универсальный Березина, Beresin Universal) war ein schweres Maschinengewehr, das in sowjetischen Flugzeugen während des Zweiten Weltkrieges Verwendung fand.

## Entstehung
Im Jahre 1937 begann der Konstrukteur Michail Jewgenijewitsch Beresin beim Zentralen Konstruktionsbüro 14 im Tulaer Waffenwerk mit der Entwicklung einer Flugzeug-Bordwaffe für die russische Infanteriepatrone im Kaliber 12,7 × 108 mm (vergleichbar mit der amerikanischen .50 Browning Machine Gun). Das Maschinengewehr erhielt die Bezeichnung Beresin Synchronni (BS). Die Produktion begann am 13. April 1939 und nach Beseitigung einiger Mängel wurde es am 22. April 1941 offiziell in die Ausrüstung der Streitkräfte übernommen. Bis zum Ende des Krieges wurden 156.282 Stück hergestellt. Auf der Grundlage des BS entstand das verbesserte Modell UB in drei Varianten:
- UBK (zur Montage in den Tragflächen)
- UBS (synchronisiert für das Schießen durch den Propellerkreis)
- UBT (manuell zu bedienendes Turm-MG in Schützenständen)

## Technik
Das Beresin UB ist ein Gasdrucklader, der mit bis zu 800 Schuss pro Minute eine beachtliche Feuerrate für ein schweres MG erreichte. Die Munition wurde über einen Zerfallgurt zugeführt. Die Varianten UBK und UBS wurden pneumatisch geladen, das UBT wurde per Hand bedient.

## Einsatz
Die MG Beresin UB war als Bordwaffe bei den Luftstreitkräften der Sowjetunion weit verbreitet und wurde in folgenden sowjetischen Kampfflugzeugen eingesetzt (unvollständige Liste):
- Polikarpow I-16
- Petljakow Pe-2
- Petljakow Pe-8
- Jakowlew Jak-1
- Iljuschin Il-2
- Tupolew Tu-2
- Mikojan-Gurewitsch MiG-3